# 阳太阳
阳太阳（1909年12月—2009年8月25日），原名阳焕，曾用名阳雪坞，男，汉族，广西桂林人，中国画家、诗人、艺术教育家，曾任广西壮族自治区政协副主席。